# Либерте (станция метро)
Либерте (фр. Liberté) — станция линии 8 Парижского метрополитена, расположенная в коммуне Шарантон-ле-Пон, примыкающей к Парижу с юго-востока. Названа по одноимённой улице коммуны (фр. Avenue de la Liberté), являющейся частью автодороги D154, соединяющей Шарантон-ле-Пон с расположенной на противоположном берегу Сены коммуной Иври-сюр-Сен. Недалеко от станции располагается вход в Венсенский лес с велодромом.

## История
- Станция открылась 5 октября 1942 года в составе пускового участка Порт-де-Шарантон — Шарантон — Эколь линии 8, выведшего линию за пределы официальных границ Парижа.
- В 2012-2013 годах на станции проведена реновация, в ходе которой оранжевая плитка была заменена на классическую белую.[3].
- Пассажиропоток по станции по входу в 2011 году, по данным RATP, составил 2 607 263 человек[4]. В 2012 году на станцию вошли 2 297 065 человек[5], а в 2013 году вырос до 2 557 299 пассажиров (215 место по уровню входного пассажиропотока в Парижском метро)[6].

## Конструкция
Станция построена по типовому парижскому проекту односводчатой станции мелкого заложения с двумя боковыми платформами. Имеются два вестибюля, адаптированные для маломобильных пассажиров, ведущие на обе стороны авеню де Пари.

## Путевое развитие
К северо-западу от станции располагается противошёрстный съезд.

## Галерея

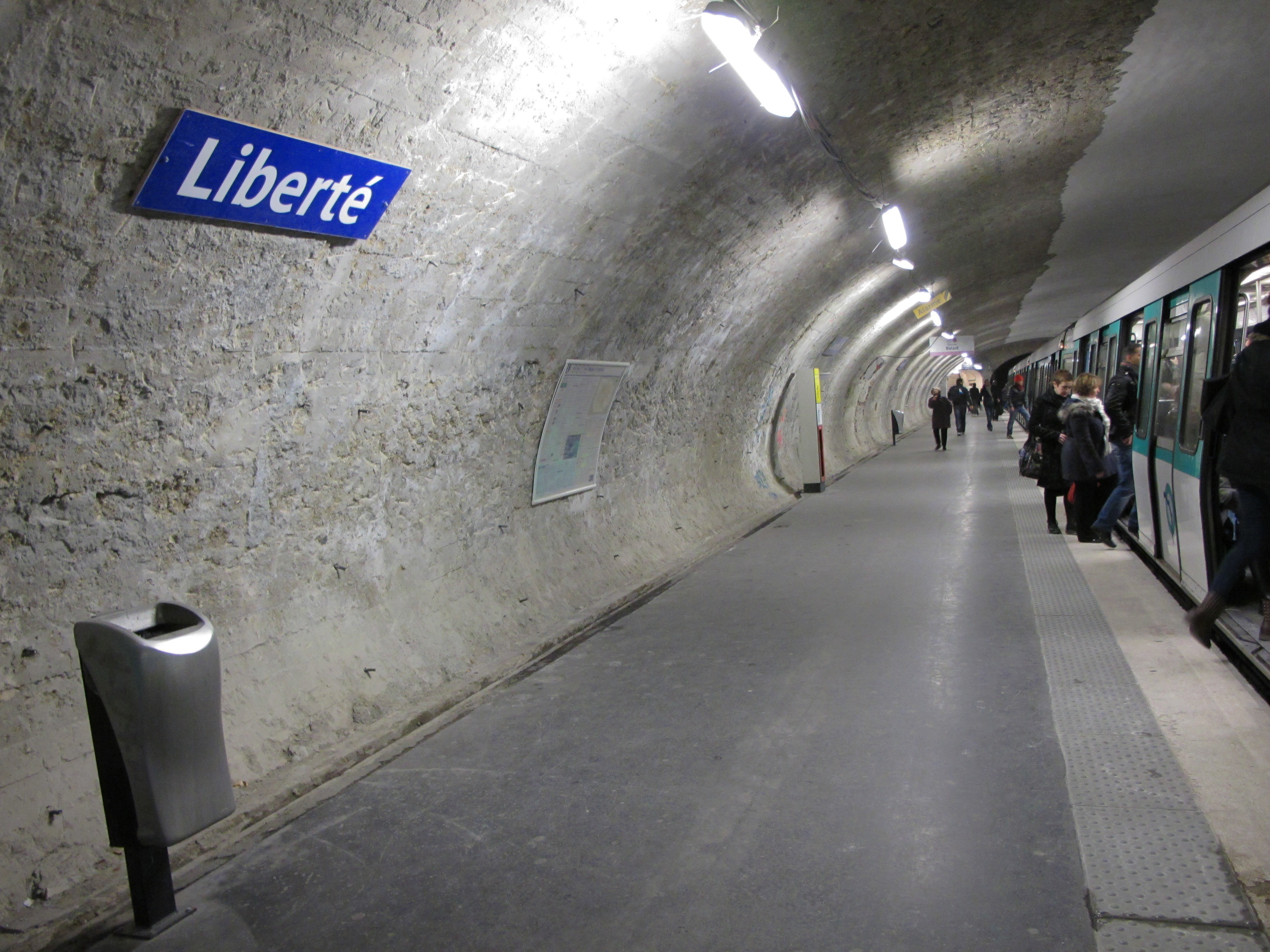
Начало реновации станции
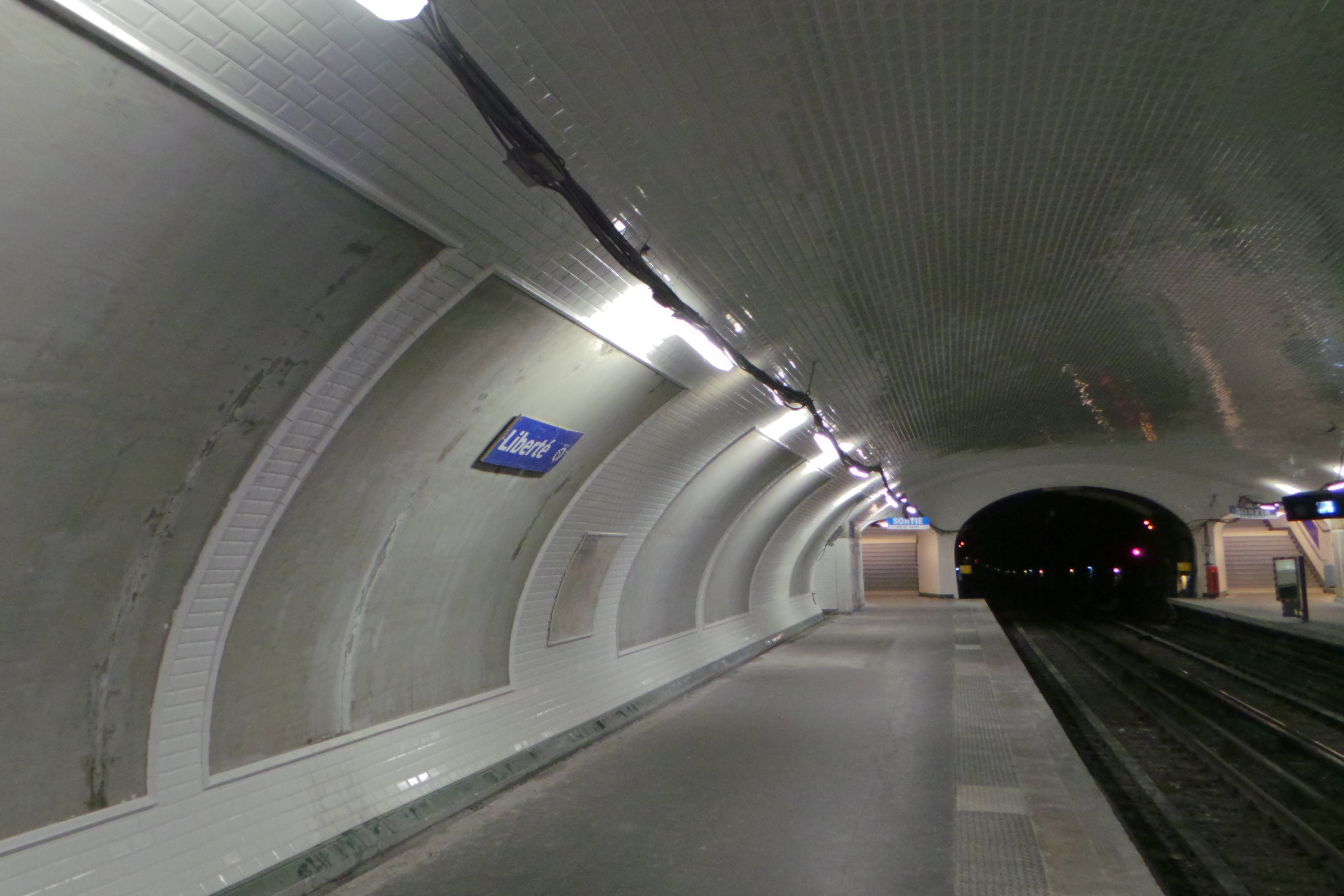
Ход реновации (июнь 2013)
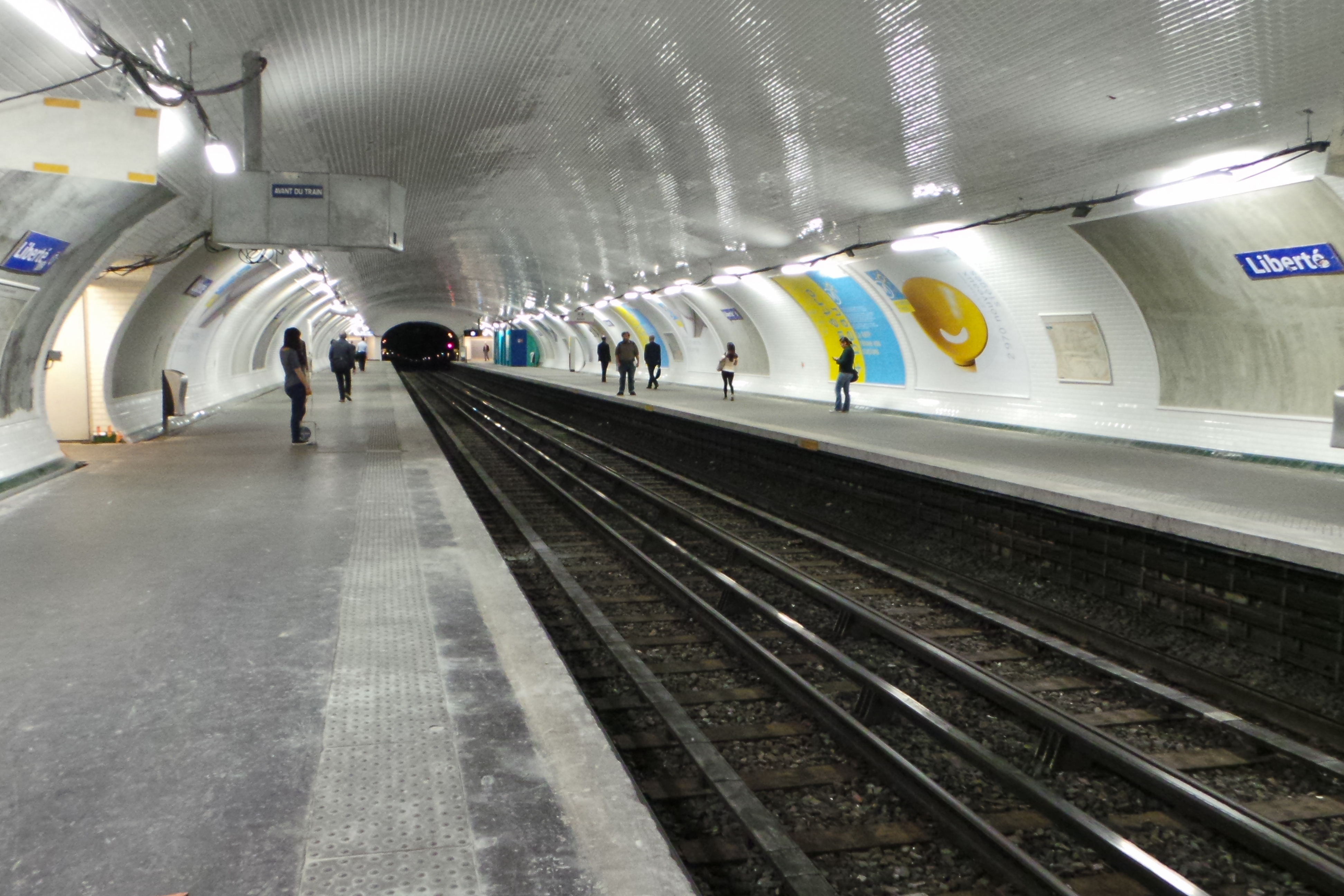
Интерьер в июне 2013 года
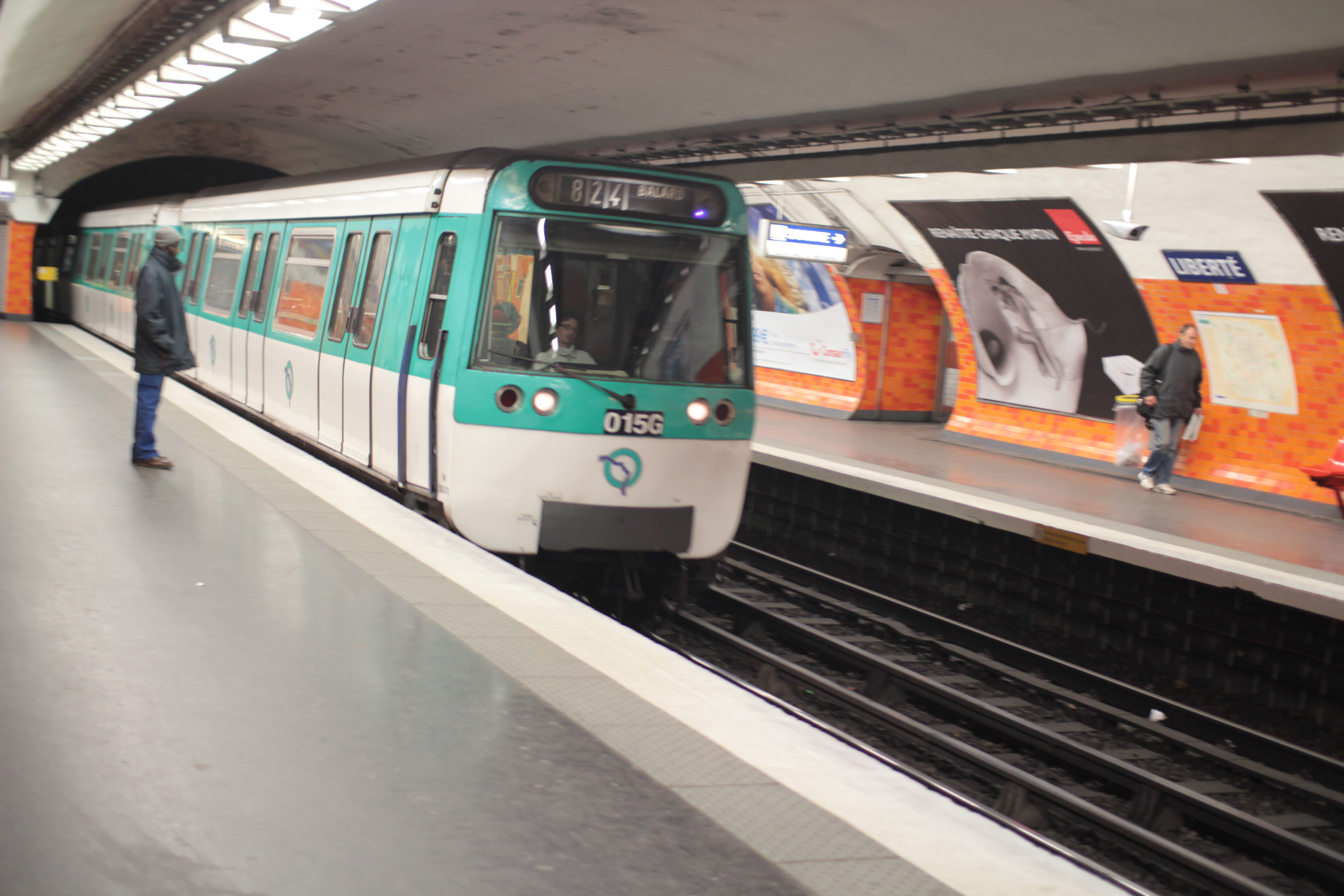
Прибытие состава серии MF 77